# Saméon
Saméon település Franciaországban, Nord megyében. Lakosainak száma 1722 fő (2022. január 1.). Saméon Rumegies, Aix-en-Pévèle, Landas, Lecelles és Rosult községekkel határos.

## Népesség
A település népessége az elmúlt években az alábbi módon változott:
| Lakosok száma | 1562 | 1614 | 1662 | 1672 | 1702 | 1707 | 1738 | 1738 | 1722 |
|               | 2013 | 2015 | 2016 | 2017 | 2018 | 2019 | 2020 | 2021 | 2022 |